# Beiwudang-Tempel
Der Beiwudang-Tempel (chinesisch 北武当庙, Pinyin Beiwudang miao) ist ein buddhistischer Tempel in Kreis Pingluo von Shizuishan im autonomen Gebiet Ningxia der Hui-Nationalität in der Volksrepublik China.
Die Buddhistische Musik des Tempels steht auf der Liste des immateriellen Kulturerbes der Volksrepublik China (637 II-138 Beiwudang miao simiao yinyue 北武当庙寺庙音乐).